# 충주용산초등학교
충주용산초등학교는 충청북도 충주시 용산동에 있는 공립 초등학교이다.

## 학교 연혁
- 1999.09.01 충주용산초등학교 개교(15학급 479명)
- 2018.02.13 제18회 졸업식 132명 졸업(총 졸업생 2,450명)
- 2018.03.01 34학급 편성(817명)
- 2019.01.10 제19회 졸업식 141명 졸업(총 졸업생 2,591명)
- 2019.03.01 32학급 편성(797명)
- 2020.01.07 제20회 졸업식 134명 졸업(총 졸업생 2,725명)
- 2020.03.01 29학급 편성(706명)
- 2020.09.01 제9대 류병완 교장 부임
- 2021.01.15 제21회 졸업식 144명 졸업(총 졸업생 2,869명)
- 2021.03.01 29학급 편성(650명)

## 학교 상징
- 교화 - 목련
  - 목련 꽃은 존귀함과 사랑을 상징.
  - 혹독한 겨울을 이겨내 봄에 제일 먼저 피는 것은 역경극복을 상징.
- 교목 - 주목
  - 날카로운 잎은 예리한 지성을 상징.
  - 나무껍질의 붉음은 정열을 상징.
  - 높은 곳에서도 잘 자람은 고상함을 상징.

## 참고 자료
- 충주용산초등학교 - 한국교육학술정보원 학교알리미